# Mieczysław Szleyen
Mieczysław Edgar Szleyen (Schleyen) (ur. 24 sierpnia 1905 we Lwowie, zm. 29 kwietnia 1955 w Warszawie) – polski chemik, działacz komunistyczny, dziennikarz.
Studiował na wydziale filozoficznym Uniwersytetu Jagiellońskiego w Krakowie a następnie tamże uzyskał doktorat. Po ukończeniu studiów związał się z Komunistyczną Partią Polski (KPP). Zamieszkał w Łodzi i tu z polecenia partii redagował i wydawał przez kilka tygodni (od 1 marca do 18 maja 1933) polityczno-społeczno-gospodarczy dwutygodnik informacyjny „Kronika”.
Za swoją działalność polityczną został skazany na 3 lata więzienia, lecz przed wykonaniem kary uchronił się wyjeżdżając w roku 1935 do Czechosłowacji. W roku 1937 wyjechał do Hiszpanii. Tam w wojnie domowej (1936–1939) walczył przeciwko wojskom gen. Franco w Międzynarodowych Brygadach w XIII Brygadzie Międzynarodowej im. Jarosława Dąbrowskiego (polska; potocznie: Dąbroszczacy) w polskiej kompanii im. A. Mickiewicza. Redagował wówczas gazety frontowe „Dąbrowszczak” i „Ochotnik Wolności”.
Po wojnie przebywał w obozach przejściowych we Francji i w Algierii francuskiej. Po zajęciu tej ostatniej przez Aliantów przedostał się do ZSRR w 1943 r. wstąpił do Ludowego Wojska Polskiego, w szeregach I Dywizji Piechoty Wojska Polskiego im. Tadeusza Kościuszki przeszedł cały szlak bojowy od Lenino do Berlina.
Po wojnie do dziennikarstwa już nie powrócił. Pośmiertnie odznaczony Orderem Sztandaru Pracy I klasy (30 kwietnia 1955).
Został pochowany w Alei Zasłużonych na Powązkach Wojskowych (kwatera A28-tuje-8).